# 荒木田末寿
荒木田 末寿（あらきだ すえほぎ、1764年（明和元年）- 1828年9月24日（文政11年8月16日））は、江戸時代中期から後期の国学者、神職である。本姓は菊谷（菊屋とも）後に益谷。通称は玄蕃、大学。号は楽斎等。

## 経歴・人物
菊谷氏の三男として伊勢の度会に生まれ、益谷家の養子となる。1775年（安永4年）に伊勢神宮の内宮の禰宜となり、正六位に叙せられた。
1792年（寛政2年）に本居宣長の門人となり、国学を学ぶが師匠の説を批判した著書を執筆、刊行したため、破門され1818年（文政元年）に平田篤胤の門人となった。その後、父が刊行した和歌集を編纂したり、伊勢神宮の改革や行事の研究に携わる等、神道の革新に貢献した。

## 主な著作物
- 『伊勢二宮割竹弁難』- 1803年（享和3年）に刊行。師匠から破門を告げられるきっかけとなった著書である。
- 『内宮外宮弁略解』- 1794年（寛政6年）に刊行。